# Różopole (wieś)
Różopole – wieś w Polsce położona w województwie wielkopolskim, w powiecie krotoszyńskim, w gminie Krotoszyn.
| SIMC    | Nazwa   | Rodzaj    |
| ------- | ------- | --------- |
| 0202198 | Jaźwiny | część wsi |

Miejscowość leżała w obrębie księstwa krotoszyńskiego (1819-1927), którym władali książęta rodu Thurn und Taxis. W okresie Wielkiego Księstwa Poznańskiego (1815-1848) miejscowość wzmiankowana jako Różepole kolonia należała do wsi większych w ówczesnym pruskim powiecie Krotoszyn w rejencji poznańskiej. Kolonia Różepole należała do okręgu krotoszyńskiego tego powiatu i stanowiła część majątku Orpiszewo, którego właścicielem był wówczas książę Maximilian Karl von Thurn und Taxis. Według spisu urzędowego z 1837 roku wieś liczyła 278 mieszkańców, którzy zamieszkiwali 40 dymów (domostw). 
W 1924 urodziła się tu Stefania Terakowska, nauczycielka, członkini Szarych Szeregów.
W latach 1975–1998 miejscowość administracyjnie należała do województwa kaliskiego.